# Ramipril
Ramiprilul este un medicament antihipertensiv, fiind utilizat în tratamentul hipertensiunii arteriale și a insuficienței cardiace. Acționează ca inhibitor al enzimei de conversie a angiotensinei (IECA). Calea de administrare disponibilă este cea orală.
Ramiprilul a fost brevetat în 1981 și a fost aprobat pentru uz medical în 1989. Este disponibil sub formă de medicament generic.

## Utilizări medicale
Ramiprilul este utilizat în:
- tratamentul hipertensiunii arteriale;
- prevenție cardiovasculară (scăderea mortalității și morbidității cardiovasculare la pacienți cu boală cardiovasculară aterotrombotică manifestă sau diabet zaharat însoțit de cel puțin un factor de risc cardiovascular);
- tratamentul afecțiunii renale (Nefropatie glomerulară diabetică, manifestă, sau non-diabetică, manifestă);
- tratamentul insuficienței cardiace simptomatice;
- prevenție secundară după infarct miocardic acut.

Efectele secundare frecvente includ dureri de cap, amețeli, senzație de oboseală și tuse.